# Nelsa Gadea Galán
Nelsa Zulema Gadea Galán (Paysandú, 27 de diciembre de 1943) fue una ciudadana uruguaya, detenida por militares el 18 de diciembre de 1973. Fue funcionaria de la Unidad Popular trabajando como secretaria en la Corporación de la Vivienda. Tenía 29 años a la fecha de la detención, es una de las mujeres detenidas desaparecidas de la dictadura militar en Chile.  

## Una ciudadana uruguaya detenida por militares
El 18 de diciembre de 1973 fue detenida Nelsa Zulema Gadea Galán, casada, de nacionalidad uruguaya quién vivía en Chile trabajando como secretaria ejecutiva de la CORVI (Corporación de la Vivienda). Militares la detuvieron en su trabajo la empresa soviética KPD. Nelsa Gadea, trabajaba en comisión de servicios enviada por la CORVI a la empresa constructora soviética KPD, dedicada a la construcción de casas prefabricadas. Al día siguiente el 19 de diciembre de 1973, su domicilio, en la Villa Frei Ñuñoa, fue allanado por militares. En esa oportunidad los uniformados retiraron varios libros, documentos. Una ex presa política Ana María Moreira Fuenzalida, quien estuvo detenida en Campamento de prisioneros Tejas Verdes entre el 20 de diciembre de 1973 y el 20 de enero de 1974, declaró que estuvo en un: "campamento ubicado en Tejas Verdes, a la orilla de un río. Nos mantuvieron encerradas en casetas para bañistas, de madera, en donde habíamos cuatro mujeres, una de ellas en muy mal estado, con huellas visibles de tortura. Era uruguaya". Nelsa Gadea se encuentra desaparecida desde que fuera vista en el Campamento de prisioneros Tejas Verdes.

## Proceso judicial en dictadura
La hermana de Nelsa, María del Carmen Gadea, viajó a Chile e interpuso un recurso de amparo por su hermana ante la Corte de Apelaciones de Santiago, el 16 de mayo de 1974, rol 485-74. En esta presentación señala: "al no recibir correspondencia de ella, nosotros, residentes en el Uruguay nos inquietamos y recurrimos al Ministerio de Relaciones Exteriores de nuestro país para solicitar información acerca de mi hermana, donde se nos informó que estaba detenida en la Casa Correccional de Mujeres de Santiago, razón por la cual viajé a Santiago, posteriormente se informó que esa información había sido un error, además se agregó que no estaba en la lista de asilados, ni detenidos, ni fallecida". El 12 de septiembre de 1974 la Corte resolvió declarar no ha lugar al recurso de amparo porque "Nelsa Gadea Galán... no se encuentra detenida ni existe en su contra orden de detención." Los antecedentes de este amparo fueron remitidos al Segundo Juzgado del Crimen de Santiago. Allí se dio orden de investigar. El 5 de noviembre de 1974, el Juez titular declaró cerrado el sumario y declaró que se sobresee temporalmente. La Corte de Apelaciones aprobó el sobreseimiento el 21 de julio de 1975.

## Informe Rettig
Familiares de Nelsa Gadea Galán presentaron su caso ante la Comisión Rettig, Comisión de Verdad que tuvo la misión de calificar casos de detenidos desaparecidos y ejecutados durante la dictadura. Sobre el caso de Nelsa Gadea, el Informe Rettig señaló que:

“El 19 de diciembre de 1973, es detenida Nelsa Zulema GADEA GALAN, uruguaya, 29 años, secretaria de la Corporación de la Vivienda (CORVI) asignada a la planta de la empresa soviética K.P.D.  

Desaparece el día 19 de diciembre de 1973, desde su lugar de trabajo, calle Condell, comuna de Providencia, en circunstancias que una patrulla militar concurre a dicho lugar.  Su domicilio particular, como también el de varias amistades, es allanado en días próximos a esta fecha.
Desde ese día permanece desaparecida sin que exista noticia alguna de su paradero.

Esta Comisión ha llegado a la convicción que la víctima fue sometida a desaparición forzada, presumiblemente por agentes del Estado, dada la acreditación de su detención por testigos; su militancia política y la suerte de los extranjeros relacionados con movimientos revolucionarios en esta época en el país. A pesar de los viajes que su familia realizó para encontrarla, nunca más tuvo noticias de ella ni en Chile ni en el extranjero”.

## Proceso judicial en democracia
El caso de los ciudadanos uruguayos Nelsa Gadea Galán y Julio César Fernández Fernández ambos detenidos en el Campamento de prisioneros Tejas Verdes fue investigado por ministro de la Corte de Apelaciones de Santiago, Joaquín Billard. El 25 de julio de 2012 el magistrado dictó sentencia de primera instancia. Se condenó a los exmiembros del ejército Manuel Contreras Sepúlveda y David Adolfo Miranda Monardes como coautores de los delitos de secuestro calificado de Julio César Fernández Fernández y de Nelsa Zulema Gadea Galán, a la pena de diez años y un día de prisión. Además se condenó como autores de los delitos de secuestro calificado a Nelson Patricio Valdés Cornejo, Vittorio Orvieto Tiplizky, Gregorio del Carmen Romero Hernández, Raúl Pablo Quintana Salazar, Valentín del Carmen Escobedo Azua y Ramón Acuña Acuña a la pena de seis años de prisión. En la sentencia se absolvió a los acusados Ramón Luis Carriel Espinoza, Fernando Armando Cerda Vargas, Jorge Rosendo Núñez Magallanes, Rodolfo Toribio Vargas Contreras, Gladys de las Mercedes Calderón Carreño, Ricardo Fortunato Judas Tadeo Soto Jerez y Klaudio Erich Kosiel Hornig, de los cargos que se les atribuyó en calidad de coautores de los delitos de secuestro calificado.
Producto de la investigación en el proceso el ministro dio por acreditado los siguientes hechos:

“Que con el mérito de lo reseñado precedentemente, se tiene por ahora justificado en autos que en el mes de diciembre de 1973 y en circunstancias que se desconocen, una ciudadana uruguaya fue detenida por personal uniformado siendo vista con vida por última vez en la Escuela de Ingenieros Militares de Tejas Verdes, desconociéndose hasta la fecha su paradero. Asimismo, se tiene por justificado en autos, que el día 11 de octubre de 1973, un ciudadano uruguayo fue detenido por personal militar en el domicilio de Avenida España N° 470, Santiago, en donde su conviviente arrendaba una habitación, para luego ser trasladado hasta la Escuela de Paracaidismo y Fuerzas especiales de Peldehue y posteriormente a la Escuela de Ingenieros Militares de Tejas Verdes, específicamente al denominado Cuartel N° 2 habilitado como campo de detenidos, lugar en donde tomó contacto con dos adolescentes, quienes le entregaron un mapa para que planeara su huida, siendo descubierto por el personal militar de dicho centro de detención, quienes lo sacaron de su lugar de reclusión en horas de la noche, desconociéndose hasta la fecha su paradero”.

El 27 de noviembre de 2014 la Corte de Apelaciones de Santiago la 12 Sala del tribunal dictó sentencia de segunda instancia en la cual se revocó la condena a Gregorio Romero Hernández como autor de los delitos, absolviéndolo de tales cargos. La sentencia revocó las absoluciones de primer grado en cuanto absolvía de la acusación a Ramón Carriel Espinoza, Fernando Cerda Vargas, Jorge Núñez Magallanes, Rodolfo Vargas Contreras, Gladys Calderón Carreño, Ricardo Soto Jerez y Klaudio Erich Kosiel Hornig. Por lo que se declaró que todos ellos quedan condenados como coautores de los delitos de secuestro calificado de Julio César Fernández Fernández y Nelsa Zulema Gadea Galán a la pena única de diez años y un día de prisión. La sentencia de segunda instancia además elevó a diez años y un día de prisión la pena se les impuso en primera instancia a los sentenciados Nelson Valdés Cornejo, Vittorio Orvieto Tiplizky, Raúl Quintana Salazar, Valentín Escobedo Azua y Ramón Acuña Acuña.
La Corte Suprema, el 8 de septiembre del 2015, dictó sentencia definitiva en contra de 13 exmiembros del Ejército como coautores de los delitos de secuestro calificado de Nelsa Zulema Gadea Galán y Julio César Fernández Fernández. En fallo dividido la Sala Penal integrada por los ministros: Milton Juica, Hugo Dolmestch, Haroldo Brito, Juan Eduardo Fuentes y Lamberto Cisternas revocó la sentencia apelada de primera instancia, en aquella parte que absolvió de la acusación judicial a los acusados Ricardo Fortunato Judas Tadeo Soto Jerez, Jorge Rosendo Núñez Magallanes, Gladys de las Mercedes Calderón Carreño, Klaudio Erich Kosiel Hornig, Ramón Luis Carriel Espinoza, Fernando Armando Cerda Vargas y Rodolfo Toribio Vargas Contreras. Por lo que se declara que quedan condenados como coautores de los delitos de secuestro calificado de Nelsa Zulema Gadea Galán y Julio César Fernández Fernández, a la pena única de cinco años de prisión. Además la sentencia de la Corte Suprema además redujo a cinco años de prisión la pena privativa de libertad que se impone a los sentenciados Valentín del Carmen Escobedo Azua, Raúl Pablo Quintana Salazar, Vittorio Orvieto Tiplizky, Ramón Acuña Acuña, Juan Manuel Guillermo Contreras Sepúlveda, Nelson Patricio Valdés Cornejo y David Adolfo Miranda Monardes. A todos estos condenados se les otorgó el beneficio alternativo de la libertad vigilada. Los demás condenados mantuvieron las condenas de la primera instancia que luego fueron confirmadas por el fallo de segunda instancia. Sobre la condena impuesta a Gladys Calderón Carreño, con los votos en contra de los ministros Fuentes y Cisternas, quienes estuvieron por absolverla de los cargos, ratificando la decisión de primer grado. En tanto, los ministros Juica y Brito estimaron improcedente reconocer a los encausados la atenuante calificada del art. 103 del Código Penal.

## Memoriales en recuerdo de Nelsa

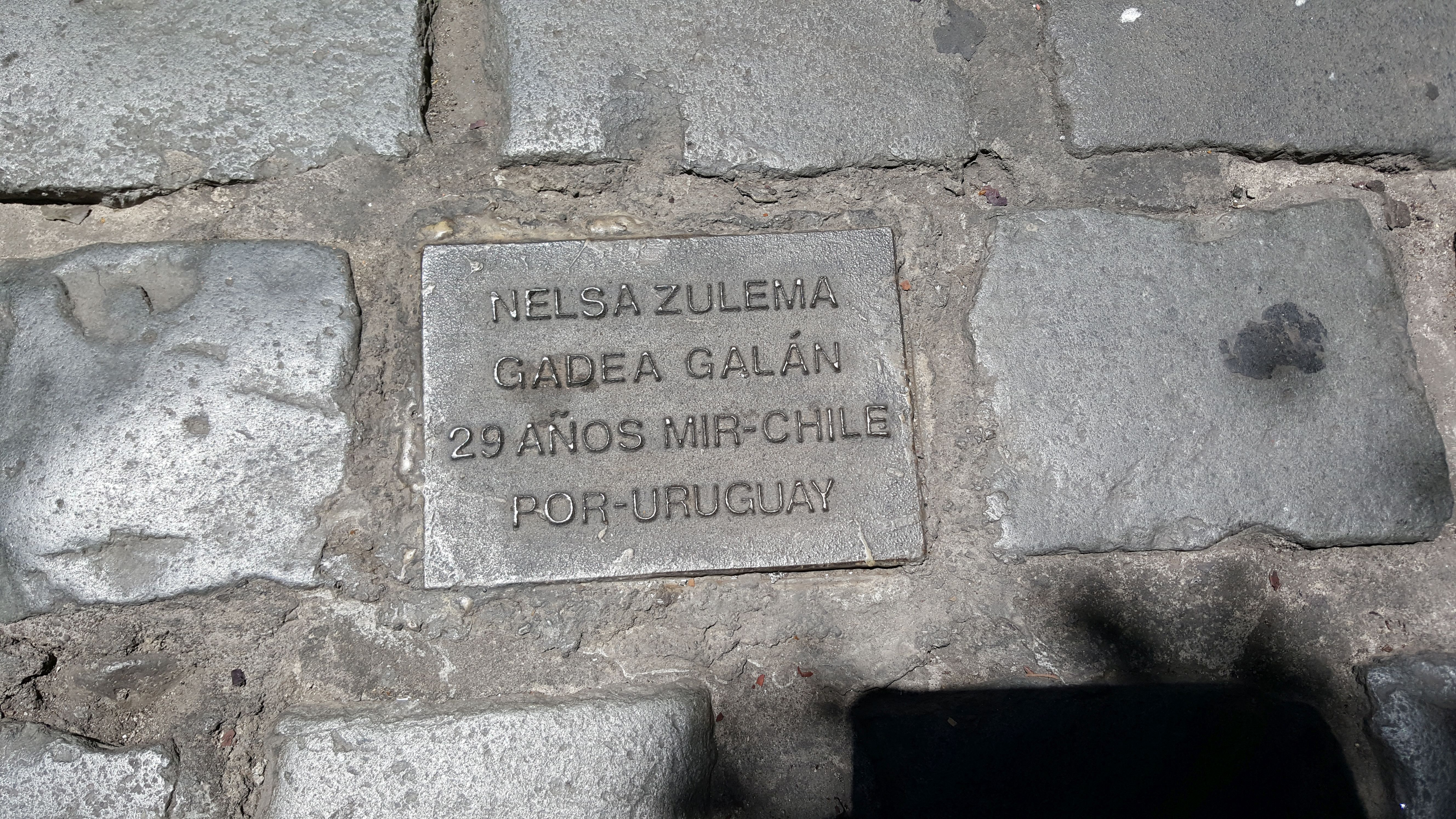
Placa en homenaje a Nelsa Gadea en memorial Londres 38.

El 8 de octubre de 2013 se instaló una placa en homenaje a Nelsa Gadea en el memorial ubicado en Londres 38, luego de que se determinara su pasaje por ese centro de detención y exterminio de opositores durante la dictadura.

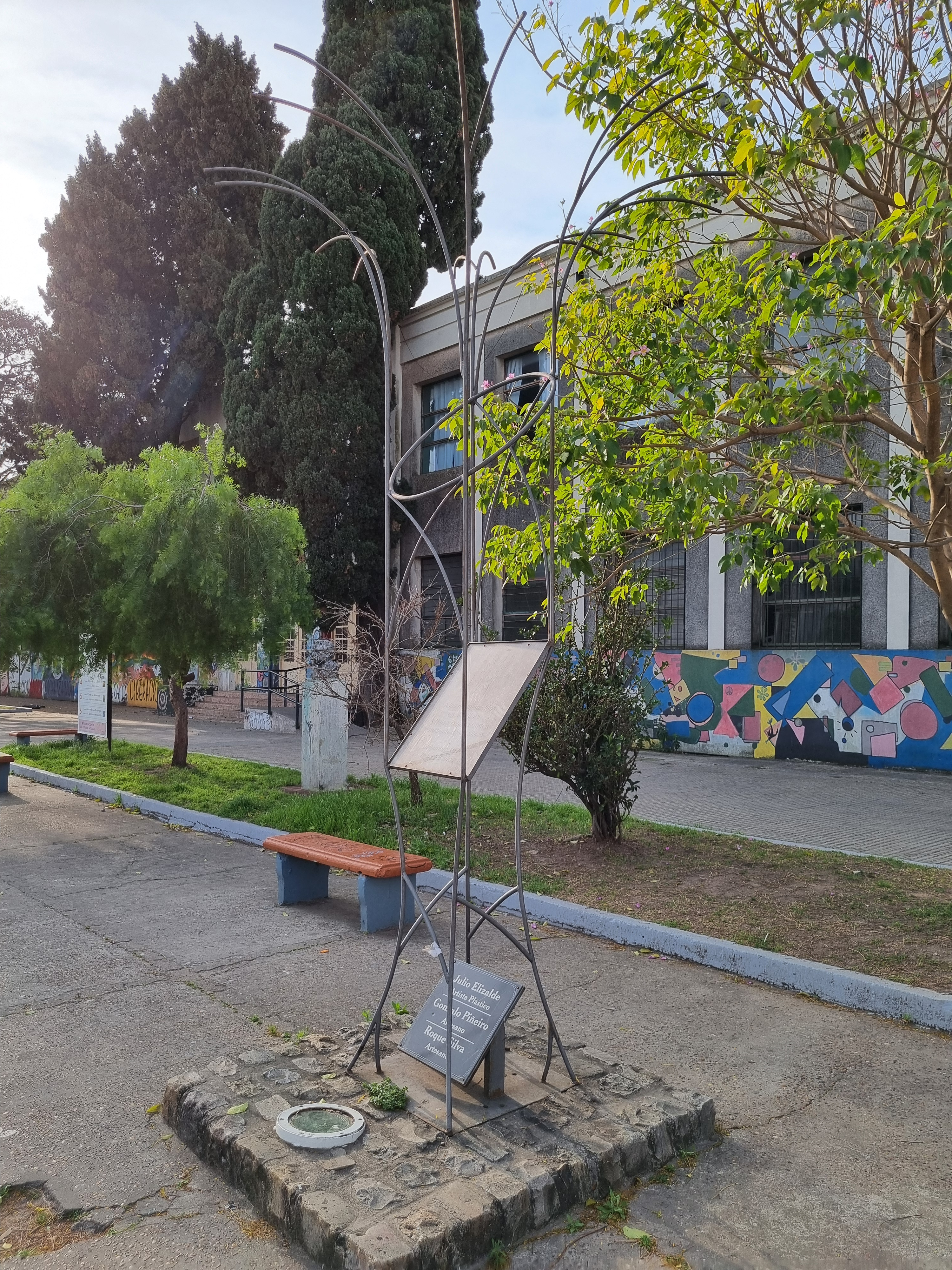
Memorial en homenaje a Nelsa Gadea frente al Liceo N°1 en Paysandú

En Paysandú, Uruguay, en el Liceo donde Nelsa estudió se construyó un Memorial que recuerda a la exestudiante del establecimiento desaparecida en Chile. Este memorial fue destruido y luego reconstruido. En un acto convocado por la Comisión de la Memoria de Paysandú se reinauguró el Memorial a Nelsa el 8 de marzo de 2013.